# Longnes (Yvelines)
Longnes és un municipi francès, situat al departament d'Yvelines i a la regió de Illa de França. L'any 2007 tenia 1.473 habitants.
Forma part del cantó de Bonnières-sur-Seine, del districte de Mantes-la-Jolie i de la Comunitat de comunes del Pays Houdanais.

## Demografia

### Població
El 2007 la població de fet de Longnes era de 1.473 persones. Hi havia 514 famílies, de les quals 88 eren unipersonals (25 homes vivint sols i 63 dones vivint soles), 142 parelles sense fills, 255 parelles amb fills i 29 famílies monoparentals amb fills.
La població ha evolucionat segons el següent gràfic:
Habitants censats

### Habitatges
El 2007 hi havia 599 habitatges, 519 eren l'habitatge principal de la família, 39 eren segones residències i 41 estaven desocupats. 566 eren cases i 29 eren apartaments. Dels 519 habitatges principals, 454 estaven ocupats pels seus propietaris, 49 estaven llogats i ocupats pels llogaters i 16 estaven cedits a títol gratuït; 3 tenien una cambra, 16 en tenien dues, 45 en tenien tres, 122 en tenien quatre i 332 en tenien cinc o més. 422 habitatges disposaven pel capbaix d'una plaça de pàrquing. A 186 habitatges hi havia un automòbil i a 303 n'hi havia dos o més.

### Piràmide de població
La piràmide de població per edats i sexe el 2009 era:
| Homes | Edats   | Dones |
| ----- | ------- | ----- |
| 4     | 95 o +  | 0     |
| 8     | 90 a 94 | 4     |
| 4     | 85 a 89 | 0     |
| 4     | 80 a 84 | 4     |
| 4     | 75 a 79 | 32    |
| 28    | 70 a 74 | 24    |
| 4     | 65 a 69 | 20    |
| 8     | 60 a 64 | 8     |
| 32    | 55 a 59 | 16    |
| 76    | 50 a 54 | 64    |
| 64    | 45 a 49 | 60    |
| 52    | 40 a 44 | 60    |
| 52    | 35 a 39 | 56    |
| 56    | 30 a 34 | 36    |
| 20    | 25 a 29 | 44    |
| 44    | 20 a 24 | 28    |
| 80    | 15 a 19 | 84    |
| 88    | 10 a 14 | 60    |
| 52    | 5 a 9   | 24    |
| 28    | 0 a 4   | 44    |

## Economia
El 2007 la població en edat de treballar era de 1.019 persones, 806 eren actives i 213 eren inactives. De les 806 persones actives 758 estaven ocupades (414 homes i 344 dones) i 48 estaven aturades (23 homes i 25 dones). De les 213 persones inactives 50 estaven jubilades, 107 estaven estudiant i 56 estaven classificades com a «altres inactius».

### Ingressos
El 2009 a Longnes hi havia 534 unitats fiscals que integraven 1.491,5 persones, la mediana anual d'ingressos fiscals per persona era de 23.498 €.

### Activitats econòmiques
Dels 65 establiments que hi havia el 2007, 3 eren d'empreses extractives, 1 d'una empresa alimentària, 7 d'empreses de fabricació d'altres productes industrials, 7 d'empreses de construcció, 12 d'empreses de comerç i reparació d'automòbils, 1 d'una empresa de transport, 5 d'empreses d'hostatgeria i restauració, 3 d'empreses d'informació i comunicació, 3 d'empreses financeres, 3 d'empreses immobiliàries, 9 d'empreses de serveis, 4 d'entitats de l'administració pública i 7 d'empreses classificades com a «altres activitats de serveis».
Dels 20 establiments de servei als particulars que hi havia el 2009, 1 era una oficina d'administració d'Hisenda pública, 1 oficina de correu, 4 tallers de reparació d'automòbils i de material agrícola, 1 autoescola, 2 paletes, 2 fusteries, 1 lampisteria, 1 perruqueria, 4 restaurants, 1 agència immobiliària, 1 tintoreria i 1 saló de bellesa.
Dels 3 establiments comercials que hi havia el 2009, 1 era una gran superfície de material de bricolatge, 1 una botiga de menys de 120 m² i 1 una joieria.
L'any 2000 a Longnes hi havia 12 explotacions agrícoles.

## Equipaments sanitaris i escolars
El 2009 hi havia 1 escola maternal i 1 escola elemental.

## Poblacions més properes
El següent diagrama mostra les poblacions més properes.